# 周总光
周总光（1955年1月—），四川大学华西医院教授、主任医师，主要从事胰腺应用基础研究。担任《外科学》等期刊主编，发表论文百余篇，获得中国国家科技进步二等奖等奖项。中国教育部第四批“长江学者”特聘教授。